# Hacuzuki
Hacuzuki (japonsky 初月) byl čtvrtý torpédoborec třídy Akizuki japonského císařského námořnictva za druhé světové války. Byl pravděpodobně (spolu se Suzucuki) prvním torpédoborcem ve své třídě, který obdržel přehledový radar 21 Gó.
Na rozdíl od většiny ostatních jednotek své podtřídy se vyhnul bojům v „krysích dírách“ Šalomounových ostrovů a svoji kariéru strávil převážně doprovodem těžkých jednotek japonského námořnictva. Zúčastnil se bitvy ve Filipínském moři a bitvy u Leyte. Dne 25. října 1944 doprovázel Ozawův svaz letadlových lodí během bitvy u mysu Engaño. Po potopení letadlových lodí Zuikaku a Zuihó americkým letectvem kryl večer záchranu trosečníků. Přitom byl napaden svazem čtyř křižníků a jedenácti torpédoborců kontradmirála DuBose. Hacuzuki kladl statečný odpor, ale proti mnohonásobné přesile neměl šanci. Jedna ze salv zasáhla pravděpodobně sklad munice a torpédoborec se po explozi ve 20:59 převrátil a potopil i s většinou posádky.
U japonských jmen je rodné jméno uváděno na prvním místě a rodové jméno na druhém

## Popis
Hacuzuki patřil k první sérii torpédoborců třídy Akizuki. Ta byla původně navržena jako třída protiletadlových doprovodných plavidel. Nakonec ale bylo rozhodnuto instalovat jeden čtyřhlavňový torpédomet typu 92 model 4 s celkovou zásobou osmi 610mm torpéd typu 93.
Hlavní hlavňovou výzbroj Hacuzuki – a hlavní identifikační znak třídy Akizuki – představovalo osm víceúčelových 100mm děl typu 98 s délkou hlavně 65 ráží ve čtyřech dvouhlavňových věžích. K jejich zaměřování sloužily dva 4,5 metrové stereoskopické dálkoměry typu 94. Na Hacuzuki byl později zadní dálkoměr nahrazen jedním trojhlavňovým 25mm kanónem.
Hacuzuki byl dokončen již se dvěma 25mm trojčaty (namísto dvojčat jako u prvních dvou jednotek) na protiletadlové plošině před torpédometem a další dvě 25mm trojčata se nacházela na plošinách vedle komínu. Hacuzuki tak po dokončení nesl celkem čtyři tříhlavňové 25mm komplety.
Po dokončení nesl Hacuzuki metrový přehledový radar proti vzdušným i hladinovým cílům typu 21 Gó s otočnou anténu (buď modelu 6 o rozměrech 3,6 x 2 metry, nebo modelu 7 o rozměrech 3,6 x 3 metry) na předním stěžni.

## Služba
Po dokončení byl Hacuzuki 15. ledna 1943 spolu se sesterským Suzucuki přiřazen k 61. kučikutai (駆逐隊 ~ divize torpédoborců), ve které tou dobou sloužil už jenom sesterský Akizuki. 61. kučikutai náležela pod 10. suirai sentai (水雷戦隊 ~ eskadra torpédoborců) 3. kantai (艦隊 ~ loďstvo) a Hacuzuki v rámci 61. kučikutai strávil celou svoji kariéru.
Ve dnech 22. až 27. března 1943 eskortoval Hacuzuki spolu se Suzucuki letadlové lodě Džunjó a Hijó ze Saeki na Truk. Odtud potom 29. března pokračoval do Kaviengu na Novém Irsku s nákladem materiálu pro budování základny. Dne 3. dubna podnikly bombardéry B-17 od 43. BG 5. AF nálet na kotviště Moewe v Kaviengu. Jedna z pum zasáhla těžký křižník Aoba. Hacuzuki poté asistoval při hašení požáru zasaženého křižníku. Následně odplul do Rabaulu, odkud ve dnech 4. až 6. dubna pokračoval zpátky na Truk. Ve dnech 17. až 22. května eskortoval velké hladinové jednotky, které se měly zúčastnit protiútoku v Aleutách, z Truku do Jokosuky.
Během svého pobytu v Japonsku absolvoval během června 1943 údržbu a následně výcvik v domácích vodách. Poté 10. července opět vyplul, aby spolu se Suzucuki doprovodil loďstvo zpět na Truk, kam dorazil 15. července. Již 19. července vyplul, aby spolu se Suzucuki doprovodil nosič hydroplánů Niššin a křižníky Mogami, Ójodo a Agano s posilami pro Rabaul. Do Rabaulu připlul 21. července a následujícího dne se vydal s nákladem posil na ostrov Buka. Ve dnech 24. až 26. července pak eskortoval křižníky (bez nosiče hydroplánů) z Rabaulu zpět na Truk.
Z Truku vypluly Hacuzuki a Suzucuki na Palau, kam dorazily 30. července. Tam se připojily ke konvoji tankerů a doprovodily je na Truk, kam dorazily 3. srpna. Ve dnech 8. až 10. srpna Hacuzuki a Suzucuki doprovázely těžké křižníky Mjókó a Haguro, které pluly s dalšími posilami z Truku do Rabaulu. Mezi 27. srpnem a 2. zářím doprovázely cvičný křižník Kašima z Truku na atol Kwajalein a zpět.

### Proti americkým nájezdům
Koncem září 1943 podnikly americké letadlové lodě TF 15 a TF 11 nájezd na atoly Makin a Tarawa. Hacuzuki a Suzucuki vypluly 18. září spolu s dalšími jednotkami z Truku k atolu Eniwetok, aby čelily těmto americkým nájezdům. K žádnému střetnutí ale nedošlo a 25. září se vrátily zpět na Truk. Počátkem října pak TF 14 zaútočila na Wake. V očekávání dalších nájezdů amerických letadlových lodí vyplulo japonské loďstvo 17. října z Truku k atolu Eniwetok. Hacuzuki a Suzucuki se opět zúčastnily tohoto výjezdu, ale ani tentokrát ke kontaktu s americkými silami nedošlo a 26. října se japonský svaz vrátil na Truk.
V 9:00 ráno 11. listopadu připluly oba torpédoborce z Truku na pomoc nákladní lodi Tókjó Maru, kterou den předtím asi 240 námořních mil jiho-jihozápadně od Truku torpédovala ponorka USS Scamp. Hacuzuki vzal ve 12:40 Tókjó Maru do vleku, ale ve 20:30 se lano přetrhlo. Druhý pokus o vlek byl proveden druhého dne mezi 7:15 a 8:00 a v 8:10 se Hacuzuki rozjel s Tókjó Maru ve vleku. Ve 12:10 byl ale vlek definitivně ukončen, neboť Tókjó Maru se již příliš nakláněla na levobok a ve 14:55 se potopila na pozici 5°42′ s. š., 151°9′ v. d.
Ve dnech 12. až 15. listopadu oba torpédoborce asistovaly torpédovanému lehkému křižníku Agano na jeho cestě z Rabaulu na Truk a mezi 20. a 23. listopadem doprovázel Hacuzuki těžký křižník Čikuma na jeho transportní misi z Truku na Eniwetok. Po vylodění Američanů na Tarawě doprovázel Hacuzuki spolu s torpédoborci Suzucuki, Hamakaze, Fudžinami a Hajanami ve dnech 23. (nebo 24.) listopadu až 5. prosince těžké křižníky Suzuja, Kumano a Čókaj při jejich výjezdu k Marshallovým ostrovům. Ke střetu ale opět nedošlo a nakonec se Hacuzuki vrátil na Truk. Na své další cestě do Japonska ve dnech 7. až 12. prosince doprovodil z Truku do Kure letadlovou loď Zuikaku a křižník Čikuma.

### Wake a Singapur
Dne 24. prosince vyplul Hacuzuki spolu se Suzucuki z Japonska (pravděpodobně z Hirošimy), aby přes Kagošimu (26. prosince) doprovodil vojenský transport Akagi Maru na okupovaný Wake, kam dorazil 1. ledna 1944. Po vyložení posil a materiálu z Akagi Maru se všechna plavidla vrátila 9. ledna do Kure. Na Wake měla směřovat i druhá plavba s Akagi Maru, na kterou se Hacuzuki a Suzucuki vydaly 15. ledna – opět pravděpodobně z Hirošimy. Během plavby přes Bungo suidó byl v 11:00 následujícího dne Suzucuki torpédován ponorkou USS Sturgeon. Hacuzuki zahájil protiútok hlubinnými pumami a i když Sturgeon unikl, Hacuzuki jej dokázal celé odpoledne držet pod hladinou a zabránil dalším útokům ponorky. Večer odtáhl Hacuzuki poškozený Suzucuki do Sukumské zátoky a později do Kure, kam s ním doplul 18. ledna.
Dne 6. února 1944 vyplul Hacuzuki z Kure, aby doprovodil do Singapuru letadlové lodě Šókaku a Zuikaku. Do cíle doplul 13. února. Na zpáteční cestu se vydal 15. března a 21. března zakotvil v Kure.

### Bitva ve Filipínském moři

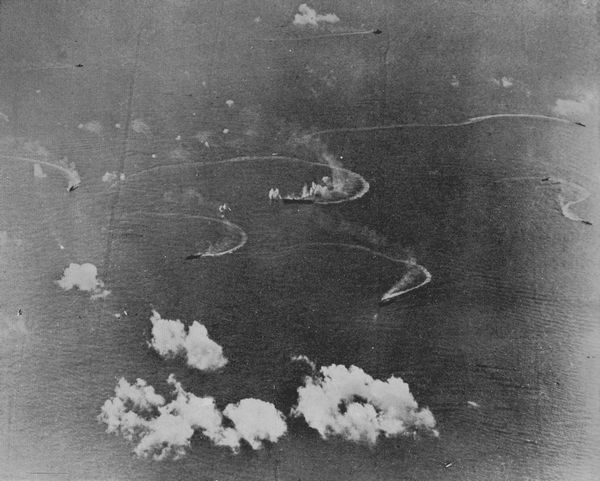
Japonské lodě napadené americkými palubními letouny 20. června 1944. Uprostřed manévruje letadlová loď Zuikaku v doprovodu dvou torpédoborců

Dne 28. března 1944 vyplul z Heigun šima ve Vnitřním moři spolu se sesterským Wakacuki, aby doprovodil novou letadlovou loď Taihó na shromaždiště Kidó Butai (機動部隊 ~ mobilní úderný svaz letadlových lodí) v Lingga u Singapuru, kam dorazil 4. dubna (podle Tullyho ale Taihó dorazila na Lingga až 5. dubna).
Dne 12. května 1944 vyplul Hacuzuki z Lingga, aby doprovodil loďstvo na Tawi-Tawi, kam doplul 15. května. Spolu s dalšími plavidly se poté zúčastnil operace A-gó, která vyústila v bitvu ve Filipínském moři. Hacuzuki byl během bitvy ve dnech 19. až 20. června součástí eskorty letadlových lodí Ozawovy skupiny A. Ráno 19. června byla letadlová loď Taihó torpédována ponorkou USS Albacore. Hacuzuki asistoval při záchranných pracích a nakonec převzal na palubu část z asi 1000 přeživších. Po bitvě byli zachránění 22. června na Okinawě přeloženi na Zuikaku.
Po bitvě ve Filipínském moři se Hacuzuki vrátil do Japonska, kde prodělal další údržbu a cvičné plavby.

### Bitva u mysu Engaño
Dne 20. října 1944 vyplul Hacuzuki z Japonska jako eskorta Ozawových letadlových lodí v rámci operace Šó-ičigó. Svaz zamířil k Filipínám, kde měl sehrát roli návnady a odlákat pozornost amerických letadlových lodí. Během bitvy u mysu Engaño 25. října zaujímal Hacuzuki pozici na pravém čele Ozawovy formace. Letecké útoky na Ozawův svaz přežil a odpoledne se věnoval hlídkování kolem lodí zachraňující přeživší ze Zuikaku. Při té příležitosti také vzal na palubu několik trosečníků.
Zatímco se Ozawa dal na ústup a zanechal za sebou pouze těžce poškozené lodě, nebo plavidla sbírající trosečníky, blížila se od jihu TG 30.3, pod velením RADM (~ kontradmirál) Laurence T. DuBose, složená z těžkých křižníků USS Wichita a USS New Orleans, lehkých křižníků USS Santa Fe a USS Mobile a torpédoborců USS Clarence K. Bronson, USS Cotten, USS Patterson, USS Bagley, USS Dortch, USS Healy, USS Cogswell, USS Caperton, USS Ingersoll, USS Knapp a USS Porterfield.
Dva noční stíhači z USS Essex navedly DuBosovy křižníky na skupinku japonských torpédoborců. Ta sestávala z Wakacuki a Kuwa, které zachraňovaly trosečníky a Hacuzuki, který je chránil. Asi půl hodiny po západu slunce – tedy kolem 17:51 – navázaly americké lodě radarový kontakt na vzdálenost přes 27 kilometrů (Willmott uvádí 17 „mil“ a zároveň 31 000 yardů). Japonské lodě se daly na ústup, ale v 18:51 zahájily americké křižníky palbu. Hacuzuki byl poprvé zasažen v 19:11. Začal kličkovat a vytvářet kouřovou clonu. To donutilo Američany rovněž provést úhybné manévry, protože se obávaly torpédového útoku ze strany japonského torpédoborce.
Hacuzuki vyslal volání o pomoc, které Ozawa zachytil v 19:15. Se svým křižníkem Ójodo, hybridními bitevními loděmi Ise a Hjúga a torpédoborcem Šimocuki vyrazil zpět v marném pokusu o záchranu Hacuzuki…
V 19:27 vyrazily tři americké torpédoborce do torpédového útoku proti Hacuzuki. Torpédoborec unikal celou hodinu, než byl několikrát zasažen a zpomalen, což konečně umožnilo oněm třem americkým torpédoborcům zaujmout ve 20:12 pozici pro vypuštění torpéd. Ani jedno z torpéd vypálených na vzdálenost 6800 yardů (6217,9 m) ale pravděpodobně nezasáhlo.
Hacuzuki zpomaloval, ale přesto i nadále kladl odpor. Několik jeho granátů ze 100mm děl mělo za cíl Santa Fe, ale ani jeden nezasáhl. Rychlost torpédoborce klesla na 10 uzlů (18,5 km/h) a americké lodě se ještě více přiblížily. Za svitu osvětlovacích granátů střílely do osamělého torpédoborce na krátkou vzdálenost. Ve 20:57 vyrazil Porterfield, aby Hacuzuki dorazil torpédem. Ještě předtím, než mohl zaútočit, Hacuzuki ve 20:59 explodoval a potopil se na pozici 20°24′ s. š., 126°20′ v. d.
Američanům – i přes zdrcující převahu – trvalo přes dvě hodiny, než dokázali potopit osamělý torpédoborec, který se obětoval, aby mohly Wakacuki a Kuwa uniknout. Statečný odpor Hacuzuki si získal respekt u amerických námořníků a mnozí se domnívali – a ještě stále je možné se s tímto tvrzením setkat – že TG 30.3 potopila „křižník“. Nevitt přirovnává vytrvalost a obětavost Hacuzuki v jeho posledním boji k akci amerických torpédoborců během bitvy u ostrova Samar.
Většina posádky zahynula se svojí lodí. Padli i velitel 61. kučikutai daisa (大佐 ~ námořní kapitán) Šigetaka Amano a kapitán Hacuzuki čúsa (中佐 ~ fregatní kapitán) Kanemacu Hašimoto. Zachránilo se pouze osm členů posádky Hacuzuki a sedmnáct zachráněných členů posádky Zuikaku, kteří po 21 dnech strávených ve člunu přistáli 14. listopadu na Formose (podle Nevitta) nebo na Luzonu (podle Tullyho).
Dne 10. prosince 1944 byl Hacuzuki vyškrtnut ze seznamu lodí japonského císařského námořnictva.